# Purcellville
Purcellville ist eine Stadt im Westen von Loudoun County, Virginia. Das U.S. Census Bureau hat bei der Volkszählung 2020 eine Einwohnerzahl von 8.929 ermittelt.

## Geographie
Purcellville befindet sich etwa 15 Kilometer westlich der Kreisstadt Leesburg und etwa 20 Kilometer von Middleburg entfernt. Washington, D.C. ist 80 Kilometer östlich von Purcellville gelegen. Die Blue Ridge Mountains befinden sich unweit von Purcellville im Westen und können vielerorts in der Stadt gesehen werden. 
Die durchschnittliche Seehöhe beträgt 167 Meter.

## Geschichte
Obwohl die erste Subvention für das Gebiet von Lord Fairfax schon 1740 ausgestellt wurde, dauerte es bis 1764, dass sich der erste bekannte Siedler, James Dillon aus Bucks County, Pennsylvania, im heutigen Purcellville niederließ. 
Das erste Unternehmen war den Aufzeichnungen zufolge ein Geschäft und Restaurant, das 1799 von Abraham Vickers gegründet wurde. Stacey Taylor eröffnete 1804 ein weiteres Geschäft, ihr folgte ein Postamt, das von Valentine Vernon Purcell (von ihr stammt der Name der Stadt) gegründet wurde. Ein Schmied, der um 1848 sein Geschäft begründete, war auch unter den ersten Unternehmen Purcellvilles. Die erste öffentliche Schule der Stadt wurde 1883 erbaut. 
Ab den 1790er-Jahren hieß das Gebiet „Purcell's Store“. Am 9. Juli 1853 übernahm das Dorf offiziell den Namen Purcellville. Die Eingemeindung der Stadt durch ein Gesetz der Generalversammlung erfolgte rund 50 Jahre später am 14. März 1908. 
„The Great Road“, eine Verbindungsstraße von Leesburg nach Purcellville, wurde 1785 zu einer offiziellen mautpflichtigen Straße und wurde westwärts von Alexandria bis Snicker's Gap und darüber hinaus nach Berryville und Winchester ausgebaut. Mit der Errichtung dieser Mautstraße im Jahr 1832 stieg der Verkehr durch Purcellville. Die erste Postkutsche erreichte die Stadt 1841. Vor dem Sezessionskrieg wurde eine Eisenbahnverbindung nach Leesburg errichtet und der Verkehr zu Orten weiter westlich wurde mit Postkutschen durch Purcellville fortgeführt. Als 1874 die Eisenbahn bis Purcellville erweitert wurde, übernahm die Stadt Leesburgs Platz als Beginn der Kutschenstrecke, bis die Eisenbahn 1875 bis Round Hill ausgebaut wurde. (Diese Eisenbahnlinie wurde 1968 eingestellt.)
Trotz einiger Kämpfe und Verfolgungen durch Purcellville während des Sezessionskriegs erlitt die Stadt keine größeren Schäden. Allerdings vernichteten eine Reihe von zerstörerischen Bränden, einer 1900 und zwei weitere 1914, das Geschäftsviertel und entzogen der Stadt viele ihres frühen architektonischen Erbes. Trotz der Brände wurden viele der alten Blöcke wiedererbaut und das Geschäftsviertel konnte sich beträchtlich vergrößern.
Purcellvilles Abhängigkeit von den Transportverbindungen zu den stärker bevölkerten östlichen Regionen von Northern Virginia war immer schon sehr hoch und ist heutzutage wichtiger denn je. Purcellvilles mäßiges Wachstum während der letzten fünf Jahre, als das Virginia Department of Transportation die Route 7 verbreitert und die Mautstraße (Route 267) bis ins westliche Loudoun County verlängert hat, soll nicht auf das künftige Wachstum der Stadt hindeuten. Außerdem hat sich Purcellvilles traditionelle Abhängigkeit von der Landwirtschaft verringert, da mehr und mehr Stadtbewohner außerhalb der Gemeinde tätig sind. Die Schwierigkeit besteht darin, diese Änderungen hinzunehmen, ohne dass die Stadt ihre historische Identität und ihre Kleinstadtidylle, die sich über Jahrhunderte entwickelte, verliert.
2008 feiert Purcellville sein hundertjähriges Bestehen als Gemeinde.

## Politik
Purcellville wird von einem Stadtrat, der aus einem Bürgermeister und sechs Sitzen besteht, regiert. Drei der Sitze und der des Bürgermeisters werden alle zwei Jahre neu gewählt. Der Stadtrat von Purcellville besteht momentan aus dem Bürgermeister Bob Lazaro Jr., Steve Varmecky, Greg Wagner, C.J. Walker III, Dr. James Wiley, Tom Priscilla und Janet Clarke. Clarke wurde auserwählt, Lazaros Sitz zu übernehmen, der nach seiner Wahl zum Bürgermeister frei wurde.

## Sehenswürdigkeiten
Der Washington & Old Dominion Railroad Trail, ein asphaltierter Pfad auf der Trasse der ehemaligen Washington and Old Dominion Railroad, der sich gut zum Wandern und Radfahren eignet, endet in Purcellville. 

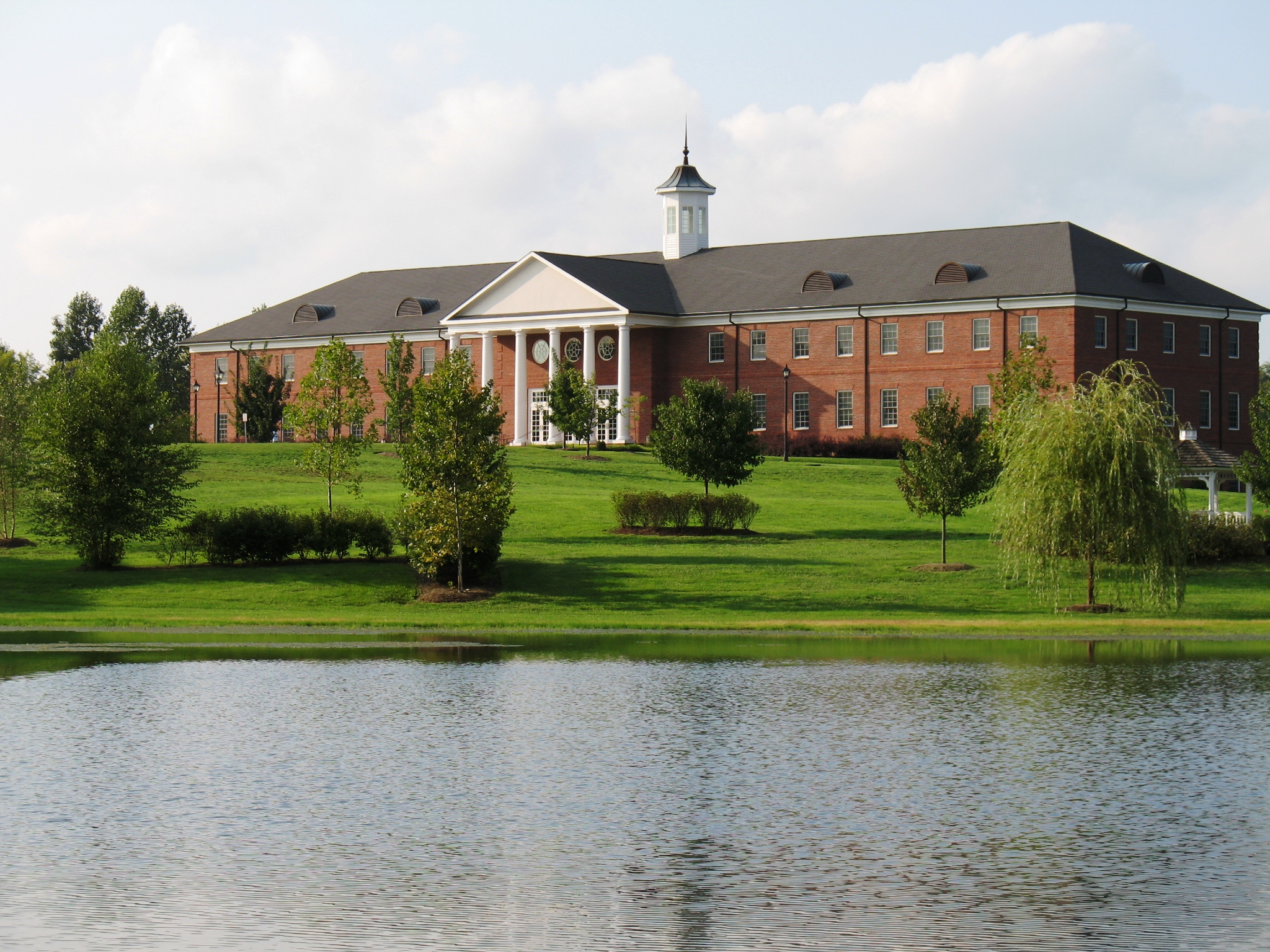
Patrick Henry College

## Bildung
In der Stadt gibt es sowohl öffentliche, als auch private Lehrinstitutionen. Die öffentlichen Schulen reichen vom Kindergarten bis zur High School. In Purcellville befinden sich die Loudoun Valley High School, die Blue Ridge Middle School, die Harmony Intermediate School, sowie die Emerick und Mountain View Elementary School. Das Patrick Henry College, eine private christliche Schule, ist ebenso in Purcellville angesiedelt.